# Francesco Bertazzoli
Francesco Bertazzoli (né le 1er mai 1754 à Lugo en Émilie-Romagne et mort le 7 avril 1830 à Rome est un cardinal italien du XIXe siècle.  

## Biographie
Bertazzoli est élu archevêque titulaire d'Édesse-en-Osroène en 1802. Bertazzoli exerce plusieurs fonctions au sein de la Curie romaine. Il est le compagnon du pape Pie VII pendant sa captivité et lui conseille de signer le concordat de Fontainebleau en 1813.
Le pape Pie VII le crée cardinal lors du consistoire du 10 mars 1823. Le cardinal Bertazzoli est préfet de la nouvelle « Congrégation des études » et est un ami intime du cardinal Cappellari, le futur pape Grégoire XVI. Bertazzoli participe au conclave de 1823 lors duquel Léon XII est élu et au conclave de 1829 (élection de Pie VIII).

## Succession apostolique
Francesco Bertazzoli a ordonné les évêques suivants :
- Évêque Giuseppe Perugini (de), O.E.S.A. (1823)
- Archevêque Pietro Consiglio (1824)
- Évêque Giovanni Corcione (1824)
- Évêque Felice Greco (it) (1824)
- Évêque Emanuele Maria Bellorado (it), O.P. (1824)
- Évêque Giuseppe Saverio Poli (1824)
- Évêque Francesco Saverio d'Urso, O.M. (1824)
- Évêque Bonaventura Zabberoni, O.F.M.Conv. (1825)
- Cardinal Giovanni Soglia Ceroni (1826)
- Évêque Gabriele Barissich Bosniese (hr), O.F.M.Obs. (1826)
- Évêque Gennaro de Rubertis (1827)
- Archevêque Stefano Scerra (it) (1827)
- Cardinal Placido Maria Tadini, O.C.D. (1829)